# Praetenuitella
Praetenuitella es un género de foraminífero planctónico de la familia Candeinidae, de la superfamilia Globorotalioidea, del suborden Globigerinina y del orden Globigerinida. Su especie tipo es Praetenuitella praegemma. Su rango cronoestratigráfico abarca desde el Bartoniense superior (Eoceno medio) hasta el Priaboniense (Eoceno superior).

## Descripción
Praetenuitella incluía especies con conchas trocoespiraladas, de trocospira muy baja o plana, y de forma discoidal-globular; sus cámaras eran subesféricas a ovaladas, creciendo en tamaño de manera lenta; sus suturas intercamerales eran rectas e incididas; su contorno ecuatorial era lobulado, y subredondeado a subcuadrado; su periferia era redondeada y lobulada; su ombligo era pequeño y estrecho; su abertura principal era interiomarginal, umbilical-extraumbilical o extraumbilical, con forma de arco alto o bajo y rodeada por un labio; presentaban pared calcítica hialina, inicialmente finamente perforada y finalmente microperforada, y superficie ligeramente pustulada.

## Discusión
Clasificaciones posteriores han incluido Praetenuitella en la familia Tenuitellidae. Algunos autores consideran Praetenuitella un sinónimo subjetivo posterior de Tenuitella.

## Paleoecología
Praetenuitella, como Tenuitella, incluía especies con un modo de vida planctónico, de distribución latitudinal cosmopolita, preferentemente tropical a templado, y habitantes pelágicos de aguas intermedias e profundas (medio mesopelágico a batipelágico superior), en la zona de mínima oxigenación.

## Clasificación
Praetenuitella incluye a las siguientes especies:
- Praetenuitella impariapertura
- Praetenuitella patefacta
- Praetenuitella praegemma